# 波兰表示法
波兰表示法（英語：Polish notation，或波兰记法）是一种逻辑、算术和代数表示方法，其特点是操作符置于操作数的前面，因此也称做前缀表示法。如果操作符的元数（arity）是固定的，则语法上不需要括号仍然能被无歧义地解析。波兰记法是波兰数学家扬·武卡谢维奇于1920年代引入的，用于简化命题逻辑。
扬·武卡谢维奇本人提到：
|                                     | 我在1924年突然有了一个无需括号的表达方法，我在文章第一次使用了这种表示法。 |
| ——Łukasiewicz(1), p. 610, footnote. |                                                                            |

阿隆佐·邱奇在他的经典著作《数理逻辑》中提出该表达方法是一种值得被关注的记法系统，甚至将它与阿弗烈·諾夫·懷海德和伯特兰·罗素在《数学原理》中的逻辑表达式相提并论。

## 算术形式
表达“三加四”时，前缀记法写作“+ 3 4 ”，而不是“3 + 4”。在复杂的表达式中，操作符仍然在操作数的前面，但操作数可能是包含操作符的平凡表达式。
例如，中缀運算式(5 - 6) * 7 ，在前缀表达式中可以表示為：
*(− 5 6) 7
或省略括号：

* - 5 6 7 
由于简单的算术运算符都是二元的，该前缀表达式无需括号，且表述是无歧义的。在前面的例子里，中缀形式的括号是必需的，如果将括号移动到：
5 - (6 * 7)
即：
5 - 6 * 7
则会改变整个表达式的值。而其正确的前缀形式是：
- 5 * 6 7 
减法运算要等它的两个操作数（5；6和7的乘积）都完成时才会处理。在任何表示法中，最里面的表达式最先运算，而在波兰表达式中，决定“最里面”的是顺序而不是括号。
简单算术的前缀表达式主要是用于学术研究方面。与逆波兰表示法不同，前缀表达式基本没有在商业计算器中使用过，但是其体系经常在编译器构造的概念教学中首先使用。

## 计算机编程
LISP的S-表达式中广泛地使用了前缀记法，S-表达式中使用了括号是因为它的算术操作符有可变的元数（arity）。逆波兰表示法在许多基于堆栈的程序语言（如PostScript）中使用，以及是一些计算器（特别是惠普）的运算原理。
假定只有二元运算时，操作数的个数必然为操作符的个数加一，否则表达式就无意义。这样在计算更复杂，更长的表达式时，可以简单地忽略某些错误表达式，因此在使用前缀记法时必须小心仔细检查其表达意义。

## 运算顺序
前缀表达式的运算顺序很容易检测。需注意的是，当运算时，操作符是作用在第一个操作数上，特别是需注意不满足交换律的运算，如除法、减法。例如，下列式子：
```
 / 10 5 = 2  (前缀记法)
```

表示10/5，结果是2，而不是½。
基于堆栈的操作符由于其本身的特性，无需括号也很容易区分运算的顺序，因此大量使用波兰记法。运算波兰表达式时，无需记住运算的层次，只需要直接寻找第一个运算的操作符。以二元运算为例，从左至右读入表达式，遇到一个操作符后跟随两个操作数时，则计算之，然后将结果作为操作数替换这个操作符和两个操作数；重复此步骤，直至所有操作符处理完毕。因为在正确的前缀表达式中，操作数必然比操作符多一个，所以必然能找到一个操作符符合运算条件；而替换时，两个操作数和一个操作符替换为一个操作数，所以减少了各一个操作符和操作数，仍然可以迭代运算直至计算整个式子。多元运算也类似，遇到足够的操作数即产生运算，迭代直至完成。迭代结束的条件由表达式的正确性来保证。下面是一个例子，演示了每一步的运算顺序：
```
 - * / 15 - 7 
+ 1 1
 3 + 2 + 1 1 =
 - * / 15 
- 7   2
   3 + 2 + 1 1 =
 - * 
/ 15     5
     3 + 2 + 1 1 =
 - 
*        3       3
 + 2 + 1 1 =
 -          9         + 2 
+ 1 1
 =
 -          9         
+ 2   2
   =
 
-          9         4
         =
                
5
```

## 逻辑运算的波兰记法
下面的表格显示了命题逻辑的扬·武卡谢维奇记法，波兰记法中的某些字母代表特定的波兰语单词。普遍记法在1970和1980年代演变成下表的记法。
| 概念       | 普遍记法                           | 波兰记法 |
| ---------- | ---------------------------------- | -------- |
| 逻辑非     | {\displaystyle \neg }φ             | Nφ       |
| 逻辑与     | φ{\displaystyle \wedge }ψ          | Kφψ      |
| 逻辑或     | φ{\displaystyle \lor }ψ            | Aφψ      |
| 逻辑条件   | φ{\displaystyle \rightarrow }ψ     | Cφψ      |
| 逻辑双条件 | φ{\displaystyle \leftrightarrow }ψ | Eφψ      |
| 谢费尔竖线 | {\displaystyle \phi \|\psi }       | Dφψ      |
| 可能性     | {\displaystyle \Diamond }φ         | Mφ       |
| 必然性     | {\displaystyle \Box }φ             | Lφ       |
| 全称量化   | {\displaystyle \forall }φ          | Πφ       |
| 存在量化   | {\displaystyle \exists }φ          | Σφ       |

## 延伸阅读
- Łukasiewicz, Jan. . Oxford University Press. 1957.
- Łukasiewicz, Jan, "Philosophische Bemerkungen zu mehrwertigen Systemen des Aussagenkalküls", Comptes rendus des séances de la Société des Sciences et des Lettres de Varsovie, 23:51-77 (1930). Translated by H. Weber as "Philosophical Remarks on Many-Valued Systems of Propositional Logics", in Storrs McCall, Polish Logic 1920-1939, Clarendon Press: Oxford (1967).